# Dimophora antiqua
Dimophora antiqua är en stekelart som först beskrevs av Charles Thomas Brues 1910.  Dimophora antiqua ingår i släktet Dimophora och familjen brokparasitsteklar. Inga underarter finns listade i Catalogue of Life.